# Irena Rutkowska
Irena Jadwiga Rutkowska (ur. 26 stycznia 1924 w Tuliszkowie, zm. 18 kwietnia 2012 w Szczecinie) – polska ekonomistka i wykładowczyni akademicka, profesor nauk ekonomicznych, kierownik Katedry Ekonomii na Uniwersytecie Szczecińskim. 
Organizator i współorganizator zespołów badawczych oraz bezpośredni wykonawca badań z zakresu handlu zagranicznego Polski i międzynarodowej integracji gospodarczej (badania podstawowe i resortowe).

## Działalność zawodowa

### Kierunki i specjalności
Źródło: Złota Księga Nauki Polskiej 1999
- ekonomia
- międzynarodowe stosunki ekonomiczne

### Studia, stopnie i tytuły naukowe
Źródło: Księga Nauki Polskiej 1999
| Rok  | Uczelnia / tytuł                                                   |
| ---- | ------------------------------------------------------------------ |
| 1988 | profesor zwyczajny                                                 |
| 1977 | profesor nadzwyczajny                                              |
| 1969 | doktor habilitowany, Szkoła Główna Planowania i Statystyki         |
| 1962 | doktor, Szkoła Główna Planowania i Statystyki                      |
| 1952 | Wyższa Szkoła Ekonomiczna w Poznaniu                               |
| 1949 | Szkoła Główna Handlowa w Warszawie, Akademia Handlowa w Szczecinie |

### Wyróżnienia
Źródło:Złota Księga Nauki Polskiej 1999
| Rok  | Nazwa                                                          |
| ---- | -------------------------------------------------------------- |
| 1996 | Medal Zasłużony dla Akademii Rolniczej w Szczecinie            |
| 1996 | Medal 50-lecia Wyższego Szkolnictwa Ekonomicznego w Szczecinie |
| 1977 | Krzyż Kawalerski Orderu Odrodzenia Polski                      |
| 1976 | Medal XX-lecia Szczecińskiego Towarzystwa Naukowego            |
| 1972 | Odznaka Gryfa Pomorskiego                                      |
| 1969 | Złota Odznaka Polskiego Towarzystwa Ekonomicznego              |
| ?    | Ludzie Nauki Szczecina w 50-leciu                              |

### Miejsca pracy
Źródło: Złota Księga Nauki Polskiej 1999
- Wyższa Szkoła Rolnicza w Szczecinie
- Politechnika Szczecińska
- Uniwersytet Szczeciński
- Zachodniopomorska Szkoła Biznesu w Szczecinie

### Publikacje
Wykaz najważniejszych publikacji spośród ponad 100:
| Rok wydania (wznowienia) | Tytuł                                                                          | Wydawnictwo            |
| ------------------------ | ------------------------------------------------------------------------------ | ---------------------- |
| 1995                     | Rola marży pośrednictwa w kształtowaniu warunków równowagi na rynku rolnym     | Fol. Economica Stetin. |
| 1976 (1983)              | Problemy współczesnej gospodarki światowej                                     | Książka i Wiedza       |
| 1970                     | Koszty skupu podstawowych produktów rolnych                                    | SIB                    |
| 1969                     | Rynek zbożowy krajów RWPG                                                      | STN-PWN                |
| 1969                     | Światowy rynek pszenicy. Problemy równowagi w okresie powojennym.              | STN-PWN                |
| 1965                     | Marża pośrednictwa w obrocie towarami rolnymi a dochody farmerów amerykańskich | STN-PWN                |